# Centre portugais de photographie
Le Centre Portugais de Photographie est installé à Porto, dans une vaste bâtisse (achevée à la fin du XVIIIe siècle) avec de larges volumes et des résonances profondes.

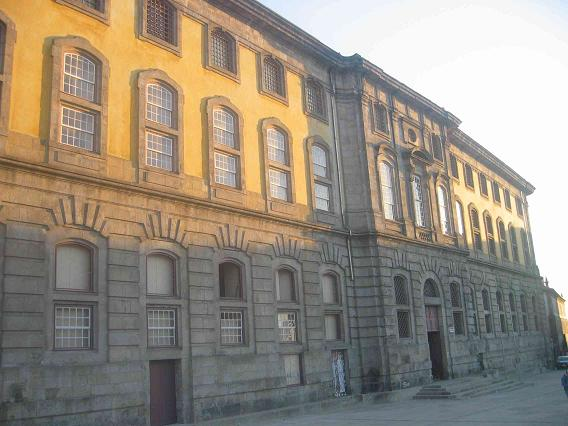
Édifice du Centre Portugais de Photographie

## Histoire
Cet édifice a abrité la cour d'appel (Cadeia da  Relação) de Porto jusqu'en 1961 puis une prison jusqu'en 1974. L'écrivain Camilo Castelo Branco a été par exemple détenu dans cette prison du 1er octobre 1860 au 17 octobre 1861 pour crime d'adultère.
Le lieu a été reconverti grâce aux immenses chantiers de rénovation mis en œuvre à la fin des années 1980-90, selon les projets réalisés par les architectes Humberto Vieira et Eduardo Souto de Moura.

## Actualité
Le musée, créé en 1997, est situé en plein centre historique de Porto, à proximité de la Tour des Clercs.
Le musée présente des grandes salles dépouillées avec des épais murs de pierre et de massives grilles de métal créant une atmosphère particulière.

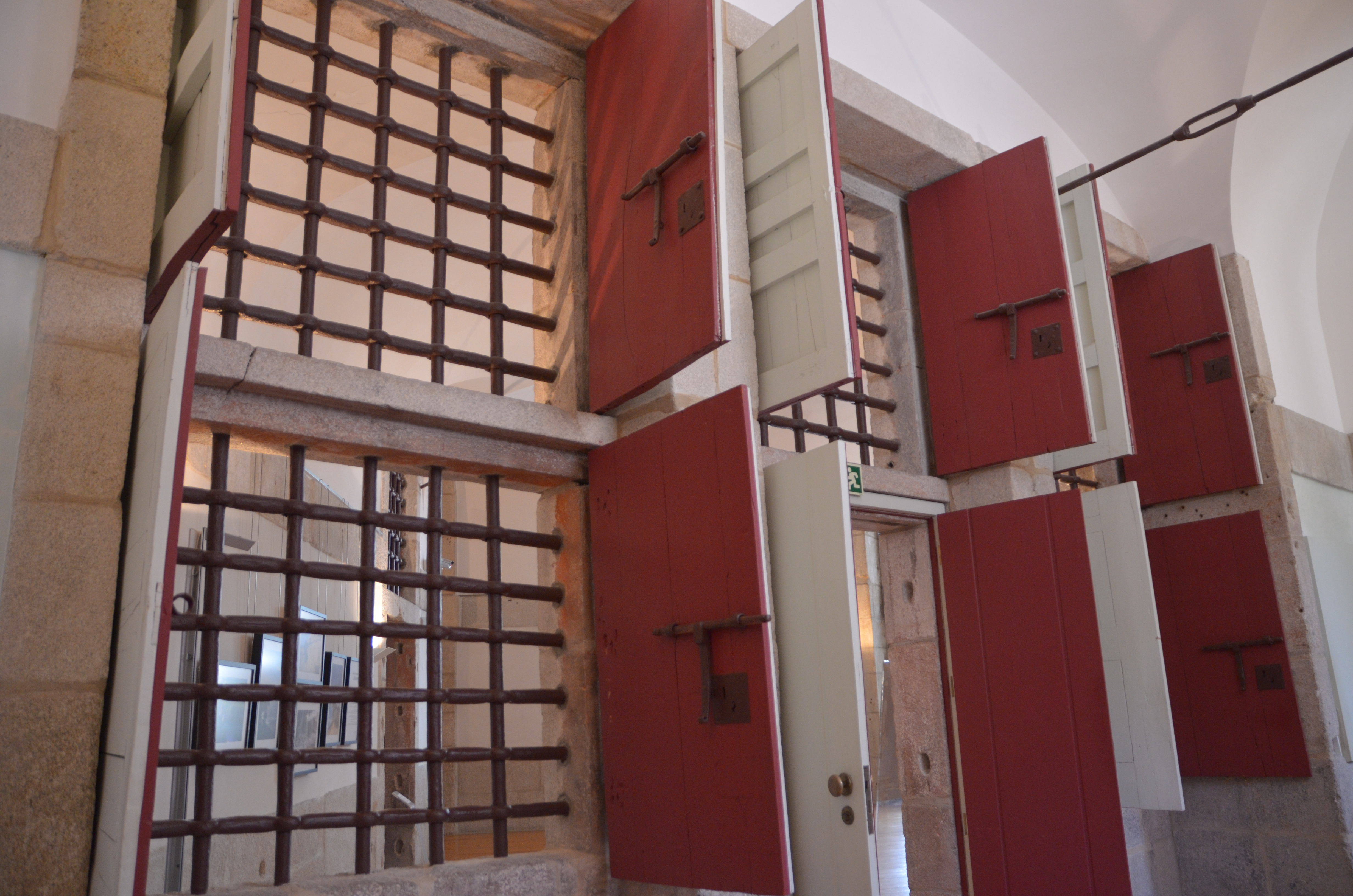
Intérieur du Centre Portugais de Photographie

Des expositions temporaires y sont proposées.
Le dernier étage présente l'histoire de la prise de vue du point de vue technique.
Il abrite une collection permanente avec de nombreux appareils fabriqués sur plusieurs périodes et de plusieurs formats (daguerréotypes, chambres photographiques, appareils à soufflets du XIXe siècle, appareils réflex, moyens formats, panoramiques, bi-objectifs, jetables ou minuscules appareils d'espionnage.

## Source de la traduction
- (pt) Cet article est partiellement ou en totalité issu de l’article de Wikipédia en portugais intitulé « Centro Português de Fotografia » (voir la liste des auteurs).